# Église Saint-Pierre-et-Saint-Paul de Ranovac
Pour les articles homonymes, voir Église Saint-Pierre-et-Saint-Paul.
L'église Saint-Pierre-et-Saint-Paul de Ranovac (en serbe cyrillique : Црква Светих Петра и Павла у Рановцу ; en serbe latin : Crkva Svetih Petra i Pavla u Ranovcu) est une église orthodoxe serbe situé à Ranovac, dans la municipalité de Petrovac na Mlavi et dans le district de Braničevo en Serbie. Elle est inscrite sur la liste des monuments culturels protégés de la république de Serbie (identifiant no SK 818).

## Présentation
Située sur une colline en dehors du village, l'église a été construite en 1875-1876 dans le style de l'historicisme romantique.
Elle est constituée d'une nef unique prolongée par une abside à l'est, tandis que deux absidioles latérales élargissent la zone de l'autel ; à l'ouest, la nef est précédée par un narthex ; la façade occidentale est dominée par un clocher. Horizontalement, les façades sont rythmées par une plinthe et par la corniche du toit ainsi que par une frise constituées d'arcades aveugles et par des éléments en briques rouges qui suivent les arches cintrées des fenêtres en forme de lancettes et entourent des oculi. Une attention spéciale a été accordée à la façade occidentale qui est dotée d'un portail d'entrée proéminent, de niches et d'une lunette peintes, d'un tympan et d'un oculus ; le clocher élancé accentue la verticalité.
À l'intérieur, les icônes de l'iconostase et les fresques ont été peintes a une date plus tardive que celle de la construction de l'église.
L'église abrite des icônes mobiles ainsi que des livres et des objets liturgiques. Trois icônes, considérées comme particulièrement remarquables, ont été inscrites dès 1969 sur la liste des monuments culturels. L'une représente le Christ en majesté sur un trône et remonte au milieu XVIIIe siècle ; l'autre représente La Mère de Dieu avec saint Nicolas, saint Jean, saint Georges, saint Sava, saint Siméon et saint Dimitri, œuvre peinte en 1835 par le peintre de Požarevac Živko Pavlović ; l'icône des saints Pierre et Paul a été réalisée en 1837 par un peintre du sud.